# Ottorino Volonterio
Ottorino Volonterio (Orselina, 7 dicembre 1917 – Lugano, 10 marzo 2003) è stato un pilota automobilistico svizzero.
Prima di divenire un pilota esercitava la professione di avvocato. Corse in diverse categorie sportive, partecipando anche a tre Gran Premi del Mondiale di Formula 1 tra il 1954 e il 1957 con Maserati private; in due occasioni la guida fu anche condivisa; con Toulo de Graffenried nel Gran Premio di Spagna 1954, con André Simon nel Gran Premio d'Italia 1957. Prese parte anche a diverse corse extra campionato, giungendo quinto al Gran Premio di Napoli 1955.
Nel corso della sua carriera ha guidato anche vetture sport, ottenendo come miglior risultato un secondo posto alla Coupe de Paris nel 1955, e ha preso parte a gare in salita.
Nel 1973 ha abbandonato il mondo dell'automobilismo, ritirandosi a vita privata. È morto il 10 marzo 2003.

## Risultati in Formula 1
| 1954 | Scuderia             | Vettura       |  |  |  |  |  |  |  |  |     | Punti | Pos. |
| ---- | -------------------- | ------------- |  |  |  |  |  |  |  |  | --- | ----- | ---- |
| 1954 | Baron de Graffenried | Maserati 250F |  |  |  |  |  |  |  |  | Rit | 0     |      |

| 1956 | Scuderia       | Vettura       |  |  |  |  |  |  |     |  |  | Punti | Pos. |
| ---- | -------------- | ------------- |  |  |  |  |  |  | --- |  |  | ----- | ---- |
| 1956 | Pilota privato | Maserati 250F |  |  |  |  |  |  | Rit |  |  | 0     |      |

| 1957 | Scuderia       | Vettura       |  |  |  |  |  |  |  |    |  | Punti | Pos. |
| ---- | -------------- | ------------- |  |  |  |  |  |  |  | -- |  | ----- | ---- |
| 1957 | Pilota privato | Maserati 250F |  |  |  |  |  |  |  | 11 |  | 0     |      |

| Legenda | 1º posto     | 2º posto | 3º posto    | A punti         | Senza punti/Non class.  | Grassetto – Pole position Corsivo – Giro più veloce |
| Legenda | Squalificato | Ritirato | Non partito | Non qualificato | Solo prove/Terzo pilota | Grassetto – Pole position Corsivo – Giro più veloce |